# Caluquembe
Caluquembe è un municipio dell'Angola appartenente alla provincia di Huíla. Ha 246.229 abitanti (stima del 2006).